# سو ميلر
سو ميلر (بالإنجليزية: Sue Miller)‏‏ (29 نوفمبر 1943 في شيكاغو - ) روائية، وكاتبة سيناريو، وكاتِبة من الولايات المتحدة.

## الجوائز
- زمالة غوغنهايم